# Урлапов Борис Дмитриевич
Борис Дмитриевич Урлапов — советский конструктор, авиаинженер. Изобретатель и организатор производства планерной техники, авиационной и воздушно-десантной техники, один из идеологов и родоначальников воздушно-десантных сил СССР. Создал первый в мире первый в мире грузовой десантный планер.

## Биография
Родился в 1912 году в г. Астрахань Астраханской губернии в семье секретаря Астраханской Губернской землеустроительной комиссии (существовавшей с 1 января 1906 года по 31 декабря 1917 года) чиновника Урлапова Дмитрия Михайловича и его законной жены Марии Михайловны. Был крещен в Крестовоздвиженской церкви города Астрахани.
Более зрелые детские годы Борис Урлапов провел в Саратове. Окончил среднюю школу в Саратове, затем, в 1930 году, поехал поступать в МВТУ.

### Детская и юношеская конструкторская деятельность
В 1923 году после создания ОДВФ, в возрасте 11 лет, вместе с товарищами под предводительством будущего авиаконструктора и энтузиаста авиации Олега Антонова вступил в Саратовское губернское отделение ОДВФ возглавляемое секретарем Юрием Алексеевичем Голубевым и тем самым стал самым юным планеристом страны. Получив протекцию Голубева в городе организовали филиал московского общества «Парящий полёт» с планерным кружком и конструкторским бюро, руководителем которого стал Антонов. В составе группы единомышленников стал участником строительства первого саратовского планера конструктора Антонова ОКА-1 «Голубь» который принимал участие во II Всесоюзных планерных испытаниях.
В 1926 году, в 14 лет, стал участником строительства второго саратовского планера ОКА-2, а также самым молодым планеристом и испытателем СССР. Планер являл собой усовершенствование планёра ОКА-1 «Голубь». На планёре успешно, в отсутствии Антонова, совершили семнадцать полётов, на восемнадцатом же 14-летний кружковец Б. Д. Урлапов потерял на развороте скорость и планёр ткнулся крылом в землю и капотировал, выбросив при этом пилота. После этого авиапроисшествия планёр восстановлению не подлежал.
В 1926 году, в 15 лет, по инициативе и непосредственной поддержке авиаспортивной секции Осо-Авиахима вместе с кружком планеристов при 2-й сов. школе сконструировал свой первый простейший «балансирный» планер «У 5». С 28 мая планер совершил 89 полетов с пологого склона «Жаренного бугра» в городе Саратов. На планере летали исключительно участники постройки — 8 человек, двоим из которых было всего 13 лет.

### Конструкторская деятельность в составе коллектива Гроховского
В 1930 году, в возрасте 18-ти лет выпускник саратовской средней школы, Борис Урлапов переезжает в Москву с целью поступления в МВТУ. Но сдав экзамены он не проходит по конкурсу. Откликнувшись на объявление в газете направляется в недавно созданное КБ Гроховского. В составе КБ Гроховского Урлапов оказывается единственным планеристом. К тому времени, как отмечает   А.П. Красильщиков.: 
Б. Д. Урлапов, будучи сам планеристом, уже имел опыт проектирования и постройки планеров начиная с 1925 г., когда он в Саратове помогал О. К. Антонову построить планер ОКА-2, а также строил балансирный учебный планер собственной конструкции.
После испытания Бориса Урлапова направляют в группу инженера Запанованного, куда так-же направляют его будущего соавтора Игоря Рыбникова. В качестве первой задачи от Гроховского получает предложение рассчитать десятиместный десантный планер для буксировки самолётом Р-5.

### Первый в мире грузовой десантный планер Г-63
Г-63 — грузовой десантный планер, созданный в 1932 году авиаконструктором Борисом Урлаповым по идее лётчика-изобретателя Павла Гроховского. Представлял собой свободнонесущий моноплан с крылом размахом 28 м. 16 десантников в лежачем положении размещались в центроплане, разделённом на ячейки. Г-63 предназначался для буксировки разведчиком Р-5. Его грузоподъемность (1800 кг) — 135 процентов от веса конструкции, до сих пор не достигнута ни одним летательным аппаратом, это было уникальным рекордом, особенно учитывая, что планер буксировался одномоторным самолётом. Буксировщик Р-5 при посредстве этого планера стал поднимать в воздух груз по весу в 3,5, а по объёму в 5 раз больше того, что мог поднять самолёт со всякого рода подвесками.
Первые подлеты выполнил сам Гроховский, позднее его заменил летчик-испытатель и планерист В. А. Степанчонок. Борис Урлапов активно участвовал в испытании своих изобретений.
В 1932-м во время одного из испытательных полетов Г-63 потерпел аварию. Ввиду ремонт планера его конструкцию усовершенствовали, что затянуло ремонт до августа 1933-го.
В январе 1933 года директивным указанием нарком-военмора Ленинградский авиамотодесантный отряд Матвея Васильевича Бойцова был развернут в авиационную десантную бригаду особого назначения — АБОН. Данная бригада становилась учебным центром для командного состава двадцати девяти парашютных батальонов особого назначения сформированных в других округах.
Данное увеличение численности воздушно-десантных войск потребовало дальнейшего совершенствования средств переброски бойцов по воздуху и увеличения изготовления специального десантного оборудования, что наложило ряд дополнительных обязательств на коллектив Гроховского и в частности на конструктора Урлапова, в связи с этим 1933 год был назван «годом доводки», существующих объектов и серийного производства. Гроховский предложил Урлапову поле удачного создания первого десантного планера «осилить» первый транспортно-десантный самолёт.

### Грузовой десантный планер Г-31 «Яков Алкснис» (первый десантный самолёт Урлапова)
Как сообщает БРЭ: 
В 1932 П. И. Гроховский и Б. Д. Урлапов разработали 16-местный десантно-транспортный П. Г-63 (моноплан с размахом крылаа 28 м) «Яков Алкснис».
Усовершенствованный планер Г-63 получил новое обозначение Г-31. Масса нового планера составляла: пустого снаряжённого — 1400 кг, максимальная взлётная — 3200 кг. Максимальная скорость: 135 км/ч. Полезная нагрузка: 16 десантников. В 1934 году планер успешно прошёл лётные испытания. Однако в серию Г-31 так и не пошел, ввиду того, что в те годы у военного руководства ещё не сформировалось чёткой концепции применения подобной техники. Планер опережал время.
Второй экземпляр Г-31, получивший название «Яков Алкснис», а в 1935-м на первый экземпляр установили мотор М-11 мощностью 100 л. с. Запас топлива позволял «омоторенному» планеру или, как его тогда называли, «планерлету» находиться в воздухе до 20 часов. Во время испытаний варианта Г-31А при весе полезной нагрузки в 1400 кг планер показал максимальную скорость в 120 км/ч при крейсерской 101 км/ч и потолок до 5000 м. Данные показатели позволяли Г-31 А иметь дальность 2000 км, что отвечало военной концепции глубоких операции. Но недостаточная скорость увеличивала время нахождения десантников в полете до неприемлемых величин. Испытывал мотопланер Терентий Трофимович Маломуж, который квалифицировал мотопланер выше: «Это не мотопланер, а самолёт». Именно ему принадлежит идея увеличения скорости за счет увеличения мощности мотора.
Для сокращения времени нахождения в полете и увеличения скорости требовался более мощный мотор, что переводило машину из планерлетов в разряд полноценных транспортных самолётов, но с очень неудобным размещением десантников и груза. В результате эксперимента был создан вариант Г-31 с 700-сильным двигателем М-25. для стратосферных исследований и экспериментальных полетов с различными грузами. Фактически Г-31 М-25 стал первым самолётом, предназначенным специально для десантных войск. Данное изделие использовалось КБ для стратосферных исследований и экспериментальных полетов с различными грузами. Фактически Г-31 М-25 стал первым самолётом, специально предназначенным для воздушно-десантных войск.

### Экспериментальный истребитель Г-26[8]
Разработчиком нового истребителя Г-26 стал 24-летний Борис Дмитриевич Урлапов, в то время занимавший должность заместителя главного конструктора у П. И. Гроховского. Самолёт проектировался как перехватчик смешанной конструкции: металлическое крыло сочеталось с деревянным фюзеляжем, а в качестве силовой установки планировался двигатель Испано-Сюиза 12Ybrs (советский аналог — М-100) мощностью 860 л. с. с паровым охлаждением.
Компактные габариты, малый вес, облегченное убираемое шасси и тщательно проработанная аэродинамика позволяли рассчитывать на скорость до 565 км/ч (по некоторым данным — свыше 600 км/ч). Фактически Г-26 должен был заменить истребитель *Сталь-8* Роберта Бартини, работы по которому к тому времени свернули.
Однако из-за недостатка финансирования проекты Г-26 и Г-38 были остановлены. Прибывшая на предприятие комиссия ГУАП постановила: дальнейшая постройка самолётов в институте Гроховского нецелесообразна, а почти готовые опытные образцы подлежат уничтожению как бесперспективные. Машины были разобраны на глазах у сотрудников КБ. Вскоре Экспериментальный институт закрыли, а сам Гроховский и его команда, занимавшиеся парашютно-десантной техникой, были переведены в КБ-29 (Подлипки). Завод № 47, где велась сборка этих самолётов, с 1937 года переориентировали на серийный выпуск УТ-1.

#### Последствия для конструктора
Закрытие КБ и уничтожение разработок тяжело отразились на Борисе Урлапове. Он оставил конструкторскую деятельность , получил высшее образование и впоследствии стал инженером-испытателем десантных планеров, заняв пост заместителя главного инженера авиации ВДВ.

### Последующая деятельность
Закрытие КБ и уничтожение опытных образцов тяжело повлияли на душевное состояние молодого дарования. Б.Урлапов бросил конструкторскую работу, поступил в ВУЗ и позднее стал инженером-испытателем десантных планеров, заместителем главного инженера авиации ВДВ.

### Участие в ВОВ
В годы Великой Отечественной войны Борис Дмитриевич Урлапов занимал различные инженерные должности в штабе ВДВ РККА.
23 июня 1941 года призван в РККА, назначен на должность начальника службы ЗОС 75-го БАО.
С мая 1942 года — ведущий инженер по испытанию десантных планеров на опытно-испытательном полигоне ВДВ.
С декабря 1942 года — помощник главного инженера по планерам штаба ВДВ.

## Звания и должности
- Помощник конструктора экспериментального института НКТП по работам РККА (ноябрь 1934-сентябрь 1936)[12]
- Начальник службы ЗОС 75-го БАО (1941)
- Ведущий инженер по испытаниям десантных планеров (1942—1944).
- Помощник главного инженера по планерам штаба ВДВ РККА (декабрь 1942-октябрь 1944);
- Начальник бюро рационализации и изобретательства ВВС (сентябрь 1953-декабрь 1968).

## Награды
- «За боевые заслуги» (1943),
- «Партизану Отечественной войны» I степени (1944),
- «За победу над Германией» (1945).
- Орден Красной Звезды (1956).